# اسپرینگستین: از ناکجا نجاتم بده
اسپرینگستین: از ناکجا نجاتم بده (انگلیسی: Springsteen: Deliver Me from Nowhere) یک فیلم درام موزیکال زندگی‌نامه‌ای آمریکایی دربارهٔ بروس اسپرینگستین، خواننده-ترانه‌سرای آمریکایی، است. این فیلم به نویسندگی و کارگردانی اسکات کوپر بر اساس کتاب سال ۲۰۲۳ وارن زینز ساخته شده است و جرمی آلن وایت نقش اسپرینگستین را بازی می‌کند.
اسپرینگستین: از ناکجا نجاتم بده قرار است در ۲۴ اکتبر ۲۰۲۵ به‌وسیلهٔ استودیو قرن بیستم در سینما اکران شود.

## طرح داستان
این فیلم به بروس اسپرینگستین می‌پردازد که برای ساخت آلبوم ششمش، مسیری متفاوت از آثار قبلی خود را انتخاب کرده و اثری را خلق کرده که نمایانگر شخصی‌ترین و ساده‌ترین حالت اوست. اسپرینگستین آلبوم نبراسکا را به ساده‌ترین و کم‌تکلف‌ترین شکل ممکن ضبط کرد—با استفاده از یک دستگاه ضبط در اتاق خوابش در نیوجرسی.

## بازیگران
- جرمی آلن وایت در نقش بروس اسپرینگستین
  - متیو آنتونی پلیکانو در نقش بروس اسپرینگستین جوان
- جرمی استرانگ در نقش جاون لانداو، مدیر و تهیه‌کننده موسیقی اسپرینگستین
- استیون گراهام در نقش داگلاس اسپرینگستین، پدر بروس که با او رابطه پیچیده‌ای داشت.
- اودسا یانگ در نقش فی
- پال والتر هاوزر در نقش مایک باتلان، مهندس ضبط اسپرینگستین در طول جلسات نبراسکا.
- گبی هافمن در نقش ادل اسپرینگستین، مادر بروس
- جانی کانیتزارو در نقش استیون ون زندت
- هریسون گیلبرتسون در نقش مت دلیا، دوست نزدیک اسپرینگستین
- مارک مارون در نقش چاک پلاتکین، تهیه‌کننده اسپرینگستین
- دیوید کرامهولتز در نقش آل تلر، مدیر اجرایی موسیقی.
- کریس جیمز در نقش دنیس کینگ، مهندس مسترینگ

## تولید
این پروژه نخستین بار در مارس ۲۰۲۴ اعلام شد و بروس اسپرینگستین و مدیرش جاون لانداو گفتند که به‌طور فعال در آن دخیل هستند. تهیه‌کنندگان این پروژه اسکات استیوبر، الن گلداسمیت-وین، اسکات کوپر، وارن زینز و اریک رابینسون هستند و کوپر نویسندگی و کارگردانی اقتباس از کتاب غیرداستانی زینز با همین نام را بر عهده دارد. گزارش شده است که جرمی آلن وایت در حال مذاکره برای ایفای نقش اسپرینگستین بوده و انتظار می‌رفت ای۲۴ حق پخش را به دست آورد. با این حال، بعداً مشخص شد که استودیو قرن بیستم فیلم را در یک پیشنهاد خرید با ای۲۴ به‌دست آورده و به عنوان تأمین کننده مالی و توزیع‌کننده به پروژه ملحق شده است. در مهٔ ۲۰۲۴، گزارش شد که جرمی استرانگ در حال مذاکره برای ایفای نقش جان لانداو است. استرانگ انتخاب شدنش را در اکتبر ۲۰۲۴ تأیید کرد. در ژوئن ۲۰۲۴، پال والتر هاوزر و اودسا یانگ به بازیگران پیوستند. در سپتامبر، استیون گراهام در نقش پدر بروس داگلاس اسپرینگستین به بازیگران پیوست، در حالی که هریسون گیلبرتسون و جانی کانیتزارو ماه بعد اضافه شدند. در نوامبر ۲۰۲۴، اعلام شد که مارک مارون، گبی هافمن و دیوید کرامهولتز به بازیگران پیوستند.
تصویربرداری اصلی در ۲۸ اکتبر ۲۰۲۴ آغاز شد. فیلمبرداری عمدتاً در نیویورک و نیوجرسی انجام شد. تصویربرداری اضافی در لس آنجلس صورت گرفت. در ۱ و ۴ نوامبر ۲۰۲۴، اسپرینگستین بازدید ویژه‌ای از دکورهای راکاوی و بایون نیوجرسی داشت و در آنجا با وایت ملاقات کرد.

## انتشار
اسپرینگستین: از ناکجا نجاتم بده قرار است در ۲۴ اکتبر ۲۰۲۵ به‌وسیلهٔ استودیو قرن بیستم در سینما اکران شود.